# Kretoszczurek srebrzysty
Kretoszczurek srebrzysty (Heliophobius argenteocinereus) – gatunek afrykańskiego ssaka z rodziny kretoszczurowatych (Bathyergidae).

## Taksonomia
Rodzaj i gatunek po raz pierwszy zgodnie z zasadami nazewnictwa binominalnego opisał w 1846 roku niemiecki zoolog Wilhelm Peters nadając im odpowiednio nazwy Heliophobius i Heliophobius argenteocinereus. Holotyp pochodził z Tete (nad rzeką Zambezi), w Mozambiku. Jedyny przedstawiciel rodzaju kretoszczurek (Heliophobius).
Badania filogeograficzne przeprowadzone w XXi wieku sugerują, że Heliophobius reprezentuje więcej niż jeden gatunek. Autorzy Illustrated Checklist of the Mammals of the World rozpoznają pięć podgatunków.

### Etymologia
- Heliophobius (Heliphobius): gr. ἡλιος hēlios „słońce”; φοβος phobos „strach, lęk”, od φεβομαι phebomai „uciekać”[20].
- Myoscalops: gr. μυς mus, μυος muos „mysz”; σκαλοψ skalops, σκαλοπος skalopos „kret”[21].
- argenteocinereus: łac. argenteus „z srebra, srebrny”, od argentum, argenti „srebro”[22]; cinereus „popielatoszary, koloru popiołu”, od cinis, cineris „proch, popiół”[23].
- emini: Mehmed Emin Bey, później Emin Pasza, przybrane nazwisko pod którym znany był dr Eduard Carl Oscar Theodor Schnitzer (1840–1892), niemiecki administrator w służbie osmańskiej, pasza Ekwatorii, Sudanu Egipskiego w latach 1878–1889, lekarz, przyrodnik, kolekcjoner, zamordowany przez arabskich handlarzy niewolników[24].
- kapiti: Kapiti Plains, Kolonia Kenii (obecnie Kenia)[10].
- marungensis: góry Marungu, Kongo Belgijskie (obecnie Demokratyczna Republika Konga)[7].
- spalax: gr. σπαλαξ spalax, σπαλακος spalakos „kret”[25].

## Zasięg występowania
Kretoszczurek srebrzysty występuje w środkowo-wschodniej Afryce zamieszkując w zależności od podgatunku:
- H. argenteocinereus argenteocinereus – Mozambik, na północ od rzeki Zambezi.
- H. argenteocinereus emini – większość Tanzanii.
- H. argenteocinereus kapiti – południowa Kenia.
- H. argenteocinereus marungensis – południowo-wschodnia Demokratyczna Republika Konga, wschodnia Zambia i Malawi.
- H. argenteocinereus spalax – północno-wschodnia Tanzania (góra Kilimandżaro i góry Eastern Arc: Usambara, Uluguru i Ukaguru).

## Morfologia
Długość ciała (bez ogona) samic 131–191 mm, samców 131–195 mm, długość ogona samic 8–17 mm, samców 6–16 mm; masa ciała samic 51–271 g, samców 63–331 g. Scharff i współpracownicy w publikacji z 2001 roku średni wykazali że masa kretoszczurka  srebrzystego jest średnio większa w Malawi (średnio 160 g, 142–168 g) niż w Zambii (średnio 146 g, 118–170 g). Garnitur chromosomowy wynosi 2n = 60 lub 62, FN = 144.

## Ekologia
Kretoszczurek srebrzysty zamieszkuje sawanny i tereny zalesione. Wiedzie samotniczy, podziemny tryb życia.